# Kiku
Pour les articles homonymes, voir ETS.

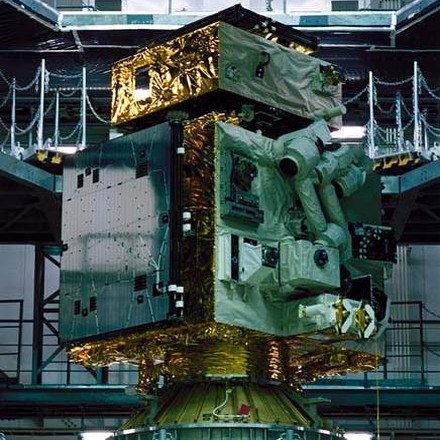
Le satellite japonais Kiku-7.

Kiku désigne une série de satellites japonais destinés à tester de nouvelles technologies spatiales dont le premier est lancé en 1975. Leur nom technique est ETS (Engineering Test Satellites).

## Kiku-1
Kiku-1 (ETS-I) est mis sur orbite le 9 septembre 1975 par le lanceur N-1  # 1 à 05 h 30 TU depuis la base de lancement de Tanegashima. Le satellite est un polyèdre à 26 faces d'un diamètre de 80 centimètres, pour un poids de 82,5 kilogrammes. Sa mission est de valider le fonctionnement du lanceur N-I et les opérations de suivi et de contrôle du satellite. L'exploitation opérationnelle de Kiku-1 s'est arrêtée le 28 avril 1982.

## Kiku-2
Kiku-2 (ETS-II) est mis sur orbite le 23 février 1977 par le lanceur N-1 # 3 à 08 h 50 TU depuis la base de lancement de Tanegashima. Il est placé en orbite géostationnaire (longitude 130° Est). Sa mission est de tester la mise en orbite ainsi que le suivi, le contrôle et les télécommunications dans l'espace d'un satellite géostationnaire. Kiku-2 a une forme cylindrique avec un diamètre de 140 centimètres et une masse de 130 kilogrammes. L'exploitation opérationnelle de Kiku-2 s'arrête le 10 décembre 1990 et il est placé sur une orbite de rebut.

## Kiku-3
Kiku-3 (ETS-IV, son code est inversé avec Kiku-4) est mis sur orbite le 11 février 1981 par le lanceur N-II # 1 à 08 h 30 TU depuis la base de lancement de Tanegashima. Sa mission est de valider la capacité du lanceur à placer le satellite, stabilisé par rotation, sur une orbite de transfert géostationnaire et de tester de l'équipement embarqué. Il a la forme d'un cylindre d'un diamètre de 2,1 mètres et a une masse de 638 kilogrammes. L'exploitation opérationnelle de Kiku-3 s'arrête le 24 décembre 1984 à la suite de la détérioration des accumulateurs.

## Kiku-4
Kiku-4 (ETS-III) est mis sur orbite le 3 septembre 1982 par le lanceur N-I  # 07 à 5 h 00 TU depuis la base de lancement de Tanegashima et circule sur une orbite quasi circulaire de 1 000 km avec une inclinaison de 45° et une périodicité de 107 minutes. Sa mission est de valider les technologies utilisées pour les futurs satellites d'observation japonais en particulier le contrôle d'attitude sur 3 axes, les panneaux solaires déployables, le système de contrôle thermique de l'engin spatial actif et l'utilisation de moteurs ioniques. D'une masse de 385 kg, il a la forme d'un parallélépipède sur lequel sont fixés deux panneaux solaires. L'exploitation opérationnelle de Kiku-4 s'arrête le 8 mars 1985 après l'épuisement des ergols utilisés pour maintenir l'orientation du satellite.

## Kiku-5
Kiku-5 (ETS-V) est mis sur orbite le 27 août 1987 par le lanceur H-I # 2 à 09 h 20 TU (version à trois étages) depuis la base de lancement de Tanegashima et est placé sur une orbite géostationnaire à la longitude 150° Est. Sa mission est de valider les technologies utilisées sur les plates-formes des satellites géostationnaire, de tester des technologies qui sont mises en œuvre pour la prochaine génération de satellites et de réaliser des expériences de téléphonie par satellite vers les bateaux ou les avions (expérience AMEX pour Aeronautical Mobile Experimental Transponder). D'une masse de 550 kg, Kiku-5 a la forme d'un parallélépipède sur lequel sont fixés deux panneaux solaires déployables. L'exploitation opérationnelle de Kiku-5 s'arrête le 31 mars 1989 mais l'expérience AMEX continue de fonctionner.

## Kiku-6
Kiku-6 (ETS-VI) est lancé le 28 août 1994 par le lanceur H-II # 2 depuis la base de lancement de Tanegashima et doit être placé sur une orbite géostationnaire par un moteur d'apogée expérimental utilisant des ergols liquides, le LAPS (Liquid Apogee Propulsion Stage). Mais à la suite d'un dysfonctionnement de ce moteur l'orbite géostationnaire ne peut être atteinte et Kiku-7 est resté sur son orbite de transfert (366 km × 36 150 km avec inclinaison de 28,6°). Sa mission est de valider les technologies d'une plate-forme pour satellite géostationnaire stabilisée sur 3 axes à haute performance et également de confirmer les performances du lanceur H-II. D'une masse de 2 tonnes sans le moteur d'apogée dont 660 kg pour la charge utile, Kiku-6 a la forme d'un parallélépipède sur lequel sont fixés deux panneaux solaires déployables.

## Kiku-7
Kiku-7 (ETS-VII) est lancé le 28 novembre 1997 par le lanceur H-II # 5 depuis la base de lancement de Tanegashima et est placé sur une orbite basse circulaire de 550 km avec une inclinaison de 35°. Sa mission est de tester les technologies nécessaires au rendez-vous orbital automatique, à l'amarrage ainsi qu'à la mise en œuvre de robots dans l'espace. Kiku-7 est composé de deux sous-satellites - le chasseur (Hikoboshi) et la cible (Orihime) - qui sont séparés à l'issue du lancement. Trois rendez-vous automatiques et pilotés à distance sont réalisés avec succès ; différentes tâches sont exécutées à l'aide du bras à 6 jointures long de 2,5 mètres installé sur le chasseur telles que la manipulation de petites pièces détachées, le remplissage d'un réservoir avec des ergols. Les deux satellites sont des parallélépipède munis de panneaux solaires et représentant une masse totale de 2,86 tonnes. Le chasseur a une masse de 2,5 tonnes tandis que la cible a une masse de 400 kg,.

## Kiku-8
Kiku-8 ou ETS-VIII, est lancé le 18 décembre 2006 à 06 h 32 TU par le lanceur H-IIA # 11, depuis la base de lancement de Tanegashima. Avec une masse d'environ 5,8 tonnes et un diamètre de 40 mètres dû à ses deux grandes antennes réflectrices déployables (Large Deployable Antenna Reflectors), faisant chacune la taille d'un court de tennis environ, dont le déploiement est testé par les expériences LDREX en 2000 et 2006. Il est un des plus gros satellites en orbite géostationnaire existants en 2009. Il se positionne à la longitude 146° Est.